# Президентські вибори в Еквадорі 1940
Президентські вибори в Еквадорі проходили 10 і 11 січня 1940 року. В результаті перемогу здобув кандидат від Ліберальної партії Карлос Альберто Арройо дель Ріо, який отримав 53 % голосів.

## Передвиборна ситуація
Ці вибори проводилися з 10 до 11 січня 1940 року. До 1945 року вибори в Еквадорі, як правило, проводилися шляхом фальсифікацій, зокрема, ці вибори були дуже спірними та викликали сумніви. Група, яка підтримувала Веласко Ібарру, спробувала підняти революційний рух та оскаржити результат, звинувативши голову виконавчої влади Андреса Ф. Кордову у підготовці фальсифікації результатів виборів. Проте Кордові вдалося утримати ситуацію під контролем.

## Виборча кампанія
У президентських виборах 1940 року брали участь Карлос Арройо дель Ріо як проурядовий ліберальний кандидат, незалежний кандидат Хосе Марія Веласко Ібарра, який підтримувався Еквадорською соціалістичною партією, Комуністичною партією Еквадору та дисидентськими консерваторами, і Хасінто Хіхон-і-Кааманьо.
Карлос Арройо дель Ріо здобув перемогу з 43642 голосами. Веласко Ібарра отримав 22 061 голосів, Хасінто Хіхон-і-Кааманьо — 16 376. Карлос Арройо дель Ріо став президентом і обійняв посаду 1 вересня 1940 року.
Наступні президентські вибори намічались на 1944 рік, але так і не відбулися через революцію 28 травня 1944 року, яка була народним повстанням в Еквадорі, відомим в деяких верствах населення як «Ла Глоріоза», в результаті був повалений президент Карлос А. Арройо дель Ріо. Це пізніше дозволило просунути Хосе Марії Веласко Ібарра на пост президента.

## Результати
| Кандидат                        | Партія                                   | Голоси | %    |
| ------------------------------- | ---------------------------------------- | ------ | ---- |
| Карлос Альберто Арройо дель Ріо | Еквадорська радикальна ліберальна партія | 43 642 | 53,2 |
| Хосе Марія Веласко Ібарра       | Незалежний                               | 22 061 | 26,9 |
| Хасінто Хіхон-і-Кааманьйо       | Еквадорська консервативна партія         | 16 376 | 19,9 |
| Інші                            | Інші                                     | 21     | 0,0  |
| Разом                           | Разом                                    | 82 100 | 100  |
| Джерело: Nohlen                 |                                          |        |      |